# Goveji Dol
Goveji Dol este o localitate din comuna Sevnica, Slovenia, cu o populație de 101 locuitori.